# پارانورمن
نورمن شگفت‌انگیز یا پارانورمن (به انگلیسی: Paranorman) یک انیمیشن سه بعدی استاپ موشن در سبک کمدی-ترسناک است. این انیمیشن تولید شده توسط لایکا و توزیع فوکوس پیکچرز است که در ۱۷ اوت ۲۰۱۲ منتشر شد.
این انیمیشن اولین استاپ‌موشن آمیخته از رنگ آمیزی سه بعدی برای چهره شخصیت هاست به همراه شات سه بعدی می‌باشد.
این فیلم واکنش‌های مثبت و تحسین برانگیزی از منتقدان دریافت کرد. ۱۰۷ میلیون دلار سود در برابر بودجه ۶۰ میلیون دلاری فروش موفقی داشت. پارانورمن نامزد جایزه اسکار سال ۲۰۱۲ برای بهترین انیمیشن و همچنین جایزه بفتا برای بهترین انیمیشن را دریافت کرد.

## خلاصه داستان
در شهر کوچکی در نیوانگلندِ بلایت هالو، به‌نام ماساچوست، پسر بچه‌ای به اسم نورمن قادر است تا با مردگان صحبت کند، از جمله مادربزرگ خود و ارواح شهر. متأسفانه هیچ‌کس توانایی‌های او را جدی نمی‌گیرد و او از لحاظ احساسی از خانواده اش طرد شده، در حالی که به خاطر کارهای عجیب او، مورد تمسخر و آزار و اذیت همسایگان و دوستان خود قرار می‌گیرد.

## صداپیشگان
- کودی اسمیت-مک فی صداپیشه نورمن.
- جودی میکا فرلند صداپیشه آگاتا یا به مختصر "اگی" پرندِرگَست (به انگلیسی: Agatha "Aggie" Prenderghast")، خواهر نورمن که عاشق ورزشکاران است.
- تاکر آلبریزی صداپیشه نیل دان دوست غیرعادی و چاق نورمن.
- کیسی افلِک به عنوان صداپیشه میچ دان، برادر بزرگتر نیل که یک سوارکار نظانی ماهر بود و مورد توجه خواهر نورمن قرار گفته.
- و دیگر گویندگان

## جوایز
| جایزه                                          | رده                                              | برنده / نامزد                                                                               | نتیجه    |
| ---------------------------------------------- | ------------------------------------------------ | ------------------------------------------------------------------------------------------- | -------- |
| جایزه اسکار                                    | بهترین انیمیشن پویانمایی شده                     | Sam Fell, Chris Butler                                                                      | نامزدشده |
| Alliance of Women Film Journalists             | بهترین انیمیشن پویانمایی شده                     |                                                                                             | برنده    |
| جایزه آنی                                      | بهترین انیمیشن چهره‌پردازی شده                    |                                                                                             | نامزدشده |
| جایزه آنی                                      | کارگردانی انیمیشن چهره پزدازی شده                | Sam Fell, Chris Butler                                                                      | نامزدشده |
| جایزه آنی                                      | افکت‌های انیمیشنی                                 | Andrew Nawrot, Joe Gorski, Grant Lake                                                       | نامزدشده |
| جایزه آنی                                      | شخصیت انیمیشنی                                   | Travis Knight                                                                               | برنده    |
| جایزه آنی                                      | طراحی شخصیت انیمیشنی                             | Heidi Smith                                                                                 | برنده    |
| جایزه آنی                                      | طراحی تولیدی انیمیشنی                            | Nelson Lowry, Ross Stewart, Pete Oswald, Ean McNamara, Trevor Dalmer                        | نامزدشده |
| جایزه آنی                                      | داستان انیمیشن                                   | Emmanuela Cozzi                                                                             | نامزدشده |
| جایزه آنی                                      | انیمیشن نویسی                                    | Chris Butler                                                                                | نامزدشده |
| BAFTA Awards                                   | بهترین فیلم انیمیشن                              |                                                                                             | نامزدشده |
| Boston Online Film Critics Association         | بهترین فیلم انیمیشن                              |                                                                                             | برنده    |
| Central Ohio Film Critics Association          | بهترین فیلم انیمیشن                              |                                                                                             | برنده    |
| انجمن منتقدان فیلم شیکاگو                      | بهترین انیمیشن چهره‌پردازی شده                    |                                                                                             | برنده    |
| جایزه انجمن منتقدان پخش‌کننده فیلم              | بهترین انیمیشن چهره‌پردازی شده                    |                                                                                             | نامزدشده |
| انجمن منتقدان فیلم دالاس‌فورت وورث              | بهترین فیلم انیمیشن                              |                                                                                             | برنده    |
| Denver Film Critics Society                    | بهترین انیمیشن چهره‌پردازی شده                    |                                                                                             | برنده    |
| Houston Film Critics Society                   | بهترین فیلم انیمیشن                              |                                                                                             | نامزدشده |
| Indiana Film Critics Association               | بهترین انیمیشن چهره‌پردازی شده                    |                                                                                             | نامزدشده |
| Las Vegas Film Critics Society                 | بهترین فیلم انیمیشن                              |                                                                                             | برنده    |
| New York Film Critics Circle Awards            | بهترین انیمیشن چهره‌پردازی شده                    |                                                                                             | نامزدشده |
| Online Film Critics Society                    | بهترین انیمیشن چهره‌پردازی شده                    |                                                                                             | برنده    |
| Phoenix Film Critics Society                   | بهترین فیلم انیمیشن                              |                                                                                             | نامزدشده |
| انجمن تهیه‌کنندگان آمریکا                       | نمایش انیمیشن به صورت موشن پیکچرز (تصاویر متحرک) | Travis Knight, Arianne Sutner                                                               | نامزدشده |
| انجمن منتقدان فیلم سن دیگو                     | بهترین فیلم انیمیشن                              |                                                                                             | برنده    |
| San Francisco Film Critics Circle              | بهترین انیمیشن چهره‌پردازی شده                    |                                                                                             | برنده    |
| جایزه ستلایت                                   | موشن پیکچر، انیمیشن یا مخلوط رسانه               |                                                                                             | نامزدشده |
| Southeastern Film Critics Association          | بهترین فیلم انیمیشن                              |                                                                                             | برنده    |
| St. Louis Gateway Film Critics Association     | بهترین فیلم انیمیشن                              |                                                                                             | نامزدشده |
| Toronto Film Critics Association Awards        | بهترین انیمیشن چهره‌پردازی شده                    |                                                                                             | برنده    |
| Utah Film Critics Association                  | بهترین انیمیشن چهره‌پردازی شده                    |                                                                                             | برنده    |
| Visual Effects Society                         | عنوان برجسته در انیمیشن موشن تصویری              | Chris Butler, Sam Fell, Travis Knight, Brad Schiff                                          | نامزدشده |
| Visual Effects Society                         | برجسته سازی محیط در انیمیشن موشن تصویری          | Graveyard: Phil Brotherton, Robert Desue, Oliver Jones, Nick Mariana                        | نامزدشده |
| Visual Effects Society                         | برجسته سازی محیط در انیمیشن موشن تصویری          | Main Street: Alice Bird, Matt Delue, Caitlin Pashalek                                       | نامزدشده |
| Visual Effects Society                         | بکارگیری افکت و شبیه‌سازی در انیمیشن موشن تصویری  | Practical Volumetrics: Aidan Fraser, Joe Gorski, Eric Kuehne, Andrew Nawrot                 | نامزدشده |
| Visual Effects Society                         | بکارگیری افکت و شبیه‌سازی در انیمیشن موشن تصویری  | Angry Aggie Ink-Blot Electricity: Michael Cordova, Grant Laker, Susanna Luck, Peter Vickery | نامزدشده |
| Washington D. C. Area Film Critics Association | بهترین فیلم انیمیشن                              |                                                                                             | برنده    |